# Proletarsk
Pour les articles homonymes, voir Proletarsk (homonymie).
Proletarsk (en russe : Пролетарск) est une ville de l'oblast de Rostov, en Russie, et le centre administratif du raïon de Proletarsk. Sa population s'élevait à 20 016 habitants en 2013.

## Géographie
Proletarsk est arrosée par la rivière Manytch, un affluent du Don, et se trouve à 165 km (230 km par la route) au sud-est de Rostov-sur-le-Don. La ville possède une gare ferroviaire avec son pont en un pont routier franchissant la rivière.

## Histoire
Proletarsk fut d'abord un village cosaque fondé à 1670, et plus tard la stanitsa Kara-Tchaplak. En 1806, elle devint le centre administratif du district Kalmouk et en 1844 celui du district des Cosaques du Don. Au début des années 1870, le Grand-duc et futur maréchal général Nikolaï Romanov visita la stanitsa, qui fut renommée en son honneur Velikokniajeskaïa en 1875 (du russe Великий князь, veliki kniaz, pour « grand-duc »). En 1884 la stanitsa devient le centre administratif de l’okroug du Sal (oblast de l'armée du Don).
Dans les années 1920, le nom de la localité devint Proletarskaïa (« des prolétaires »). Enfin, en 1970, la localité reçut son nom actuel et le statut de ville.
En août 2024 un grand incendie ravage le dépôt pétrolier de la ville mobilisant plus de cinq cents pompiers et en blessant une vingtaine.

## Population
Recensements (*) ou estimations de la population
| 1897* | 1939*  | 1959*  | 1970*  | 1979*  |
| ----- | ------ | ------ | ------ | ------ |
| 5 583 | 11 300 | 10 672 | 16 278 | 19 151 |

| 1989*  | 2002*  | 2010*  | 2012   | 2013   |
| ------ | ------ | ------ | ------ | ------ |
| 19 422 | 19 572 | 20 267 | 20 206 | 20 016 |

## Économie
La région de Proletarsk pratique la culture du riz, du blé, de l'orge, du maïs, du tournesol, de la moutarde, des légumes, des melons, l'élevage des bovins, des moutons et des porcs, et la pêche.

## Culte
- Église Saints-Flore-et-Laure